# Адем Зоргане
Адем Зоргане (фр. Adem Zorgane; нар. 6 січня 2000, Сетіф, Алжир) — алжирський футболіст, півзахисник бельгійського клубу «Шарлеруа» та національної збірної Алжиру.

## Клубна кар'єра
Адем Зоргане народився у місті Сетіф на півночі Алжиру. Є вихованцем столичного клубу «Параду», в молодіжній команді якого виступав з 2011 року. У серпні 2018 року Зоргане дебютував у першій команді у чемпіонаті Алжиру. За команду Зоргане грав протягом трьох сезонів.
Влітку 2021 року бельгійський клуб «Шарлеруа» викупив контракт алжирського півзахисника.

## Збірна
У 2018 році у складі Збірної Алжиру (U-23) Зоргане брав участь у Середземноморських Іграх, що проходили в іспанській Таррагоні. У національній збірній Алжиру в офіційних матчах Зоргане дебютував у відбірковому турнірі до чемпіонату світу 2022 року.

## Особисте життя
Адем є сином колишнього алжирського футболіста Маліка Зоргане